# Presidentvalet i Burundi 2020
Presidentvalet i Burundi 2020 hölls den 20 maj 2020.
Tidiga delresultat tydde på att Évariste Ndayishimiye skulle få en majoritet av rösterna. Den 25 maj kom också beskedet att han fått dryga 68 % av rösterna och blivit vald till ny president.